# Lewitacja (technika)

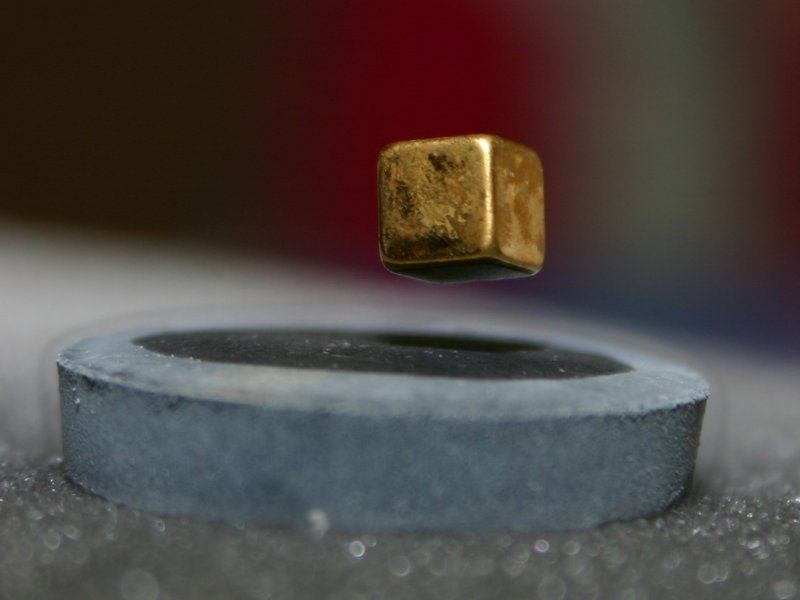
Magnes lewituje nad nadprzewodnikiem

Lewitacja (łac. levitas „lekkość”) – unoszenie się obiektu w wyniku oddziaływania sił równoważących siłę grawitacji i utrzymywanie bez kontaktu z podłożem. Istnieje wiele technik utrzymywania obiektów w stanie lewitacji, między innymi oddziaływania hydro- i aerodynamiczne, akustyczne, optyczne, elektrostatyczne i elektromagnetyczne. W przypadku, gdy obiekt podtrzymywany jest mechanicznie w jednym ze stopni swobody mówi się o quasilewitacji, natomiast lewitacja otrzymywana poprzez połączenie kilku metod nazywana jest lewitacją hybrydową.
Historycznie znane są określenia lewitacji jako fenomenu parapsychologicznego lub efekt iluzjonistyczny.

## Lewitacja oparta na sile wyporu
Lekkie przedmioty mogą unosić się stabilnie w przestrzeni wypełnionej gazem, jeśli gaz otaczający wykazuje odpowiedni gradient gęstości. Balon, który z powodu powłoki nie zmienia objętości przy wznoszeniu się w spokojnym powietrzu będzie miał tendencję do utrzymywania się na pewnej wysokości.

## Lewitacja aero- i hydrodynamiczna
Lewitacja aerodynamiczna wytwarzana jest przez strumień gazu skierowany na ciało tak, aby równoważyć siłę grawitacji. Obiekt może utrzymywać się stabilnie w pionowym strumieniu powietrza stabilizowany przez siłę Bernoulliego. W oparciu o tego typu lewitację piłka utrzymuje się stabilnie na wierzchołku pionowej fontanny.
Lewitacja obiektu może być uzyskana przez działanie sprężonego powietrza na lewitujący przedmiot. W przypadku gry zręcznościowej Air Hockey, powietrze jest wydmuchiwane przez zespół małych dysz znajdujących się na stole, tak że lekki obiekt unosi się na małej wysokości nad nim i może być z minimalnym oporem przesuwany. Podobne, dużo większe urządzenia umożliwiają nawet lewitację ludzi. 
Alternatywnie powietrze może być wypychane przez obiekt w dół (ewentualnie przy jednoczesnym wytworzeniu podciśnienia powyżej). Tę zasadę wykorzystuje się w poduszkowcu oraz w systemach do przenoszenia maszyn działających na tej samej zasadzie co poduszkowiec.
Lewitację hydrodynamiczną uzyskuje się podobnie jak aerodynamiczną, ale czynnikiem wytwarzającym siłę unoszącą jest strumień cieczy. Tego typu rozwiązanie wykorzystywane jest do unoszenia wirników pomp odśrodkowych, najczęściej w układach hybrydowych z innymi rodzajami lewitacji.

## Lewitacja akustyczna
W tej metodzie małe próbki materii są umieszczane w węzłach stojących fal ultradźwiękowych. Metodę tę zademonstrowano po raz pierwszy w 1933 roku.
Wykorzystuje się to rozwiązanie w badaniach w stanie nieważkości na stacjach kosmicznych. Próbki materiałów mogą być umieszczane bez kontaktu z innymi przedmiotami a ich pozycja precyzyjnie kontrolowana. Metoda ta może być też stosowana w metodach mieszanych (np. w kombinacji z polem magnetycznym lub elektrostatycznym). Służy wtedy stabilizacji niestabilnego układu.
Metody oparte na drganiu podłoża mogą wywołać efekty sprawiające, że przedmiot zachowuje się jakby nie dotykał podłoża, a przy odpowiednio dobranej charakterystyce drgań może przesuwać się po równi w górę. Metody te są stosowane w przenośnikach i sortownikach drobnych przedmiotów. W wyniku drgań podłoża gdy podłoże podnosi się przedmiot jest podnoszony i nabiera prędkości, przy odpowiednio dużej częstości drgań i ich amplitudzie, przedmiot dotyka do podłoża tylko przez niewielką część okresu drgań.

## Lewitacja optyczna
Bardzo drobne cząstki mogą stabilnie lewitować stabilizowane przez silne lasery. 

## Lewitacja magnetyczna

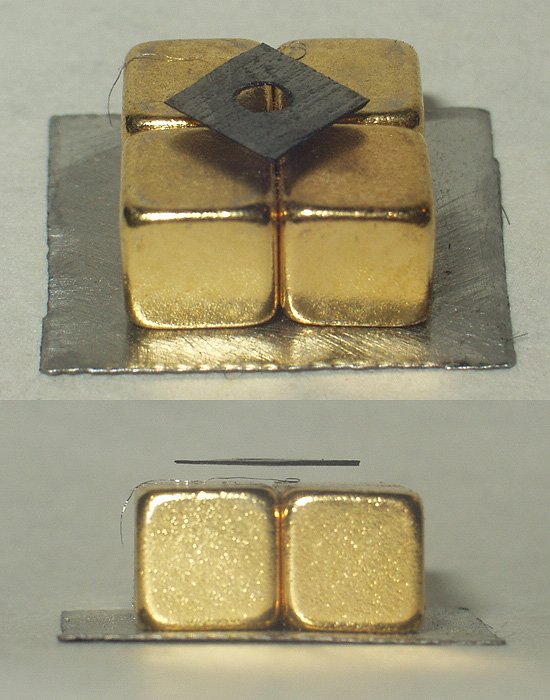
Grafit lewitujący nad układem silnych magnesów

Pole magnetyczne umożliwia lewitację w dowolnym ośrodku, również w próżni, przez co dla tego rodzaju lewitacji nie występuje żaden rodzaj mechanicznego kontaktu lewitującego obiektu z podłożem. W zależności od polaryzacji pola magnetycznego ciała wzajemnie się przyciągają lub odpychają równoważąc w ten sposób siłę grawitacji. 
Lewitacja może być wytwarzana przez statyczne lub dynamiczne (zmienne w czasie i/lub przestrzeni) pola magnetyczne. W przypadku lewitacji statycznej, zgodnie z twierdzeniem Earnshawa nie istnieje statyczny stabilny układ sił magnetycznych umożliwiający lewitację, przez co konieczne jest stosowanie dodatkowych metod stabilizacji. Stabilizacji nie wymagają układy w których występują materiały diamagnetyczne oraz nadprzewodniki. W przypadku lewitacji dynamicznej wytwarzane są w wyniku indukcji magnetycznej prądy wirowe będące przyczyną znacznych strat mocy w lewitującym materiale, a tym samym silnego nagrzewania się obiektu. 
Lewitacja magnetostatyczna może być wytwarzana poprzez układy magnesów trwałych lub elektromagnesów. Bardzo często stosowane są również układy hybrydowe (elektromagnes oddziałujący z magnesem trwałym lub ferromagnetykiem). W przypadku magnesów trwałych stabilizację realizuje się poprzez wykorzystanie sił żyroskopowych. Na tej zasadzie działa urządzenie zwane Lewitronem. W przypadku elektromagnesów najczęściej stosuje się aktywną regulację prądu w układzie sprzężenia zwrotnego (z czujnikami położenia elementu lewitującego).
Bardzo skuteczną i ostatnio bardzo intensywnie rozwijaną metodą lewitacji jest lewitacja nadprzewodnikowa. Jest to lewitacja magnetostatyczna nie wymagająca stabilizacji. Dzięki zjawisku pułapkowania wirów pola magnetycznego w nadprzewodniku lewitacja zachodzi we wszystkich kierunkach niezależnie od siły grawitacji (nadprzewodnik może lewitować nad magnesem, ale może też być lewitacyjnie podwieszony pod magnesem). Właściwość ta jest wykorzystywana do budowy układów lewitacyjnych w szczególności do zawieszeń pojazdów trakcyjnych.
Lewitacja elektrodynamiczna może być uzyskiwana w polu magnetycznym zmiennym w czasie (układy wymagają dużej częstotliwości prądu zasilającego wzbudnik) lub w polu magnetycznym zmiennym w przestrzeni (układy wirujące lub napędy liniowe dużych prędkości). W wyniku zmiennego pola magnetycznego w materiale będącym w pobliżu wzbudnika indukują się prądy wirowe. Prądy te wytwarzają siłę przeciwną sile wytwarznej przez prądy wzbudnika zapewniając stabilną lewitację obiektu.    

## Lewitacja w polu elektrostatycznym
Oddziaływanie elektrostatyczne w praktyce trudniej wykorzystać do uzyskania stabilnej lewitacji. Ponieważ ładunki w polu elektrycznym podlegają twierdzeniu Earnshawa, nie istnieje statyczny układ ładunków tworzący lokalne minimum potencjału. Podobnie jak w przypadku pola magnetycznego, możliwym rozwiązaniem jest regulowanie natężenie pola w zależności od położenia obiektu. Przykładem zastosowania tej zasady jest mocowanie żyroskopów w projekcie Gravity Probe B.